# Tierra de Cracovia
La Tierra de Cracovia (en polaco: ziemia krakowska, en latín: Terra Cracoviensis), fue una unidad territorial del estado polaco medieval, que desde 1138 era la parte principal del distrito superior (con el tiempo el Ducado de Cracovia). Después de 1314, la tierra de Cracovia se transformó en el voivodato de Cracovia.

## Escudo

Jan Długosz en su trabajo de 1464-1480, presentó que la tierra de Cracovia era la parte principal del Reino de Polonia y una metrópoli en relación con otras tierras.
El escudo de armas de la tierra de Cracovia era un águila coronada mirando heráldicamente hacia la izquierda.